# Plozalizumab
Il plozalizumab (detto anche hu1D9) è un anticorpo monoclonale umanizzato realizzato dalla casa farmaceutica Takeda Pharmaceuticals International per il trattamento della nefropatia diabetica e della pervietà dei graft (condotti creati chirurgicamente) arterovenosi. Questo anticorpo si lega al recettore CCR2 per le chemochine.